# Tractat de Cusseta

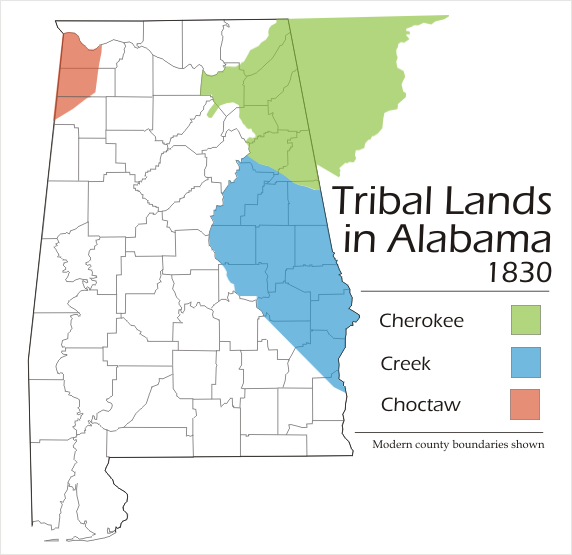
La terra creek cedida pel Tractat de Cusseta és de color blau.

El Tractat de Cusseta fou un tractat internacional entre el govern dels Estats Units i la Nació Creek signat el 24 de març de 1832. El tractat cedit tota la terra creek a l'est del riu Mississipi als Estats Units.

## Origen
El Tractat de Cusseta va ser un molts signats amb els "cinc tribus civilitzades." Entre 1814 i 1830, els creek havien cedit gradualment terres sota la pressió dels colons euroamericans i del Govern dels Estats Units a través de tractats com el Tractat de Fort Jackson i el Tractat de Washington (1826). El territori creek es va veure limitat a una franja al centre est d'Alabama al llarg de la frontera amb Geòrgia. El president Jackson havia signat la Llei de Deportació Índia en 1830, que en última instància conduir a la deportació dels pobles originaris al Sud-est a Territori Indi l'oest del riu Mississipi.
Encara que les estipulacions del tractat havien prohibit la colonització blanca de terres creek, el desplaçament d'ocupants il·legals al territori eren comuns i van causar friccions significatives amb els creek. Els colons envaïen les seves terres i van competir per la cacera i destruïren el territori de cacera per a desenvolupar les granges. Les tensions amb el temps van fer que un grup de guerrers creek atacaren i cremaren la ciutat de Roanoke (Geòrgia).
En resposta, els funcionaris federals es van reunir amb els líders creeks al poble creek de Cusseta (Kasihta) al riu Chattahoochee a Geòrgia (Lawson Army Airfield a Fort Benning es localitza a l'antiga ubicació de Cusseta). Els creeks es van veure obligats a acceptar els termes federals com s'indica en el Tractat de Cusseta. El tractat va ser signat a Washington, DC.

## Termes
El Tractat de Cusseta requereix que la nació creek renunciï a totes les reclamacions a la terra a l'est de la riu Mississippi, incloent el territori d'Alabama. A canvi, als individus creek se'ls garantien terres a l'antic territori creek. Cadascun dels noranta caps creek va rebre una secció (2,6 km²) de terra i cada família creek rebria mitja secció (1,3 km²) de terra de la seva elecció. Malgrat les concessions de terres, el tractat va deixar clara la intenció del govern dels Estats Units de deportar la major quantitat de creeks com fos possible cap a l'oest en el mínim de temps. Els Estats Units es va comprometre a pagar les despeses per als deportats Creek per al primer any després de la reubicació. El tractat també va fer una crida als Estats Units per fer pagaments a la nació creek d'uns 350.000 dòlars i proporcionar-los 51 kilòmetres quadrats de terra per a ser venudes per donar suport als orfes creek.

## Conseqüències
Una vegada que el tractat va entrar en vigor, molts dels nous propietaris de terres creek no eren conscients del valor de la terra, cosa de la qual s'aprofitaren els colons que sovint van comprar la terra promesa per tractat per una misèria. Aquests creeks que van aconseguir mantenir el títol legal de les seves terres van ser aviat aclaparats pels ocupants il·legals, a qui les autoritats estatals i federals generalment es van negar a desallotjar. Quan els creek van intentar fer valer els seus drets de propietat contra els ocupants il·legals sovint eren represàlies pels milicians locals. El 1835, la situació es va tornar intractable i va esclatar conflicte obert entre creeks i colons. El govern dels Estats Units va respondre a les violacions del tractat amb la deportació de la majoria dels restants creek a Territori Indi.